# Seilbahn Aşgabat

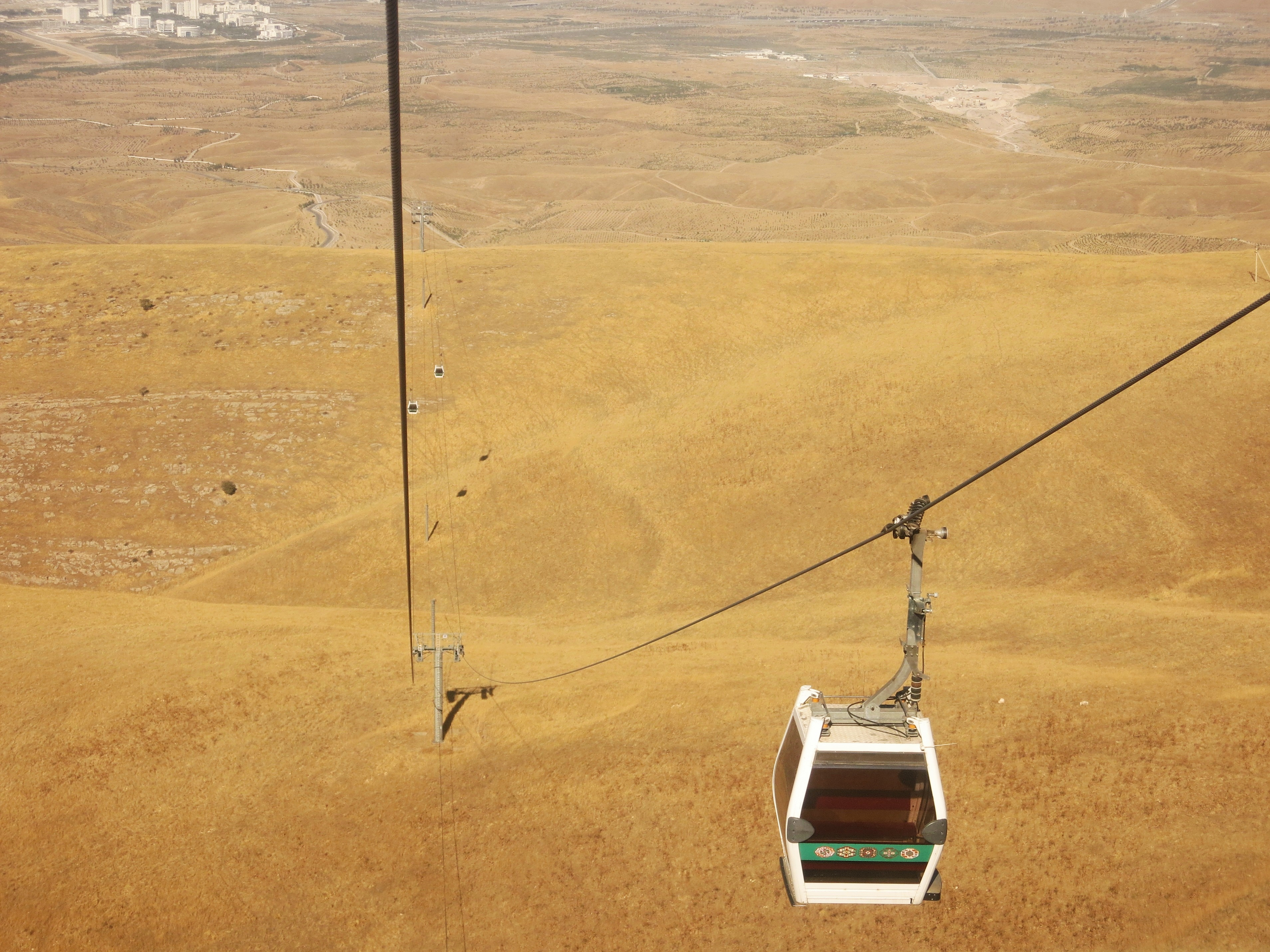
Seilbahn Aşgabat

Die Seilbahn Aşgabat (auch: Turkmenbashi-Seilbahn) verbindet die turkmenische Hauptstadt Aşgabat mit einem Berg des Kopet-Dag-Gebirges. Die Seilbahn wurde vom französischen Unternehmen Bouygues erbaut und im Oktober 2006 eröffnet.

## Planung
Im August 2004 unterzeichnete der damalige turkmenische Präsident Saparmyrat Nyýazow, auch Turkmenbashi genannt, ein Dekret, das den Bau der Seilbahn in Auftrag gab. Mit der Umsetzung wurde die Baugesellschaft Bouygues aus Paris betraut. Die Kosten des Projekts wurden durch die Währungsreserven Turkmenistans gedeckt.

## Anlage
Die Talstation befindet sich in einem 6500 Quadratmeter großen Park im Süden Aşgabats. Die Bergstation steht auf einem 650 Meter hohen Berg im Kopet-Dag-Gebirge. Die Strecke ist 3,5 Kilometer lang und wird von 15 Kabinen befahren, davon sind zwei für Fracht ausgelegt und eine dient Wartungszwecken. Die Passagierkabinen bieten Platz für acht Menschen. Im Falle starker Stürme wird die Seilbahn sofort blockiert und der Betrieb kommt zum Erliegen. Bei einem Stromausfall treibt ein Dieselmotor die Seilbahn an. Auf dem Berg, der durch die Seilbahn erreicht werden kann, wurde ein Kultur- und Unterhaltungszentrum errichtet, das unter anderem mehrere Teleskope zur Betrachtung der Umgebung, ein Restaurant, sowie einen 80 Meter hohen, künstlichen Wasserfall umfasst.

## Eröffnung
Am 18. Oktober 2006 wurde die Seilbahn anlässlich des 15-jährigen Jubiläums der Unabhängigkeit Turkmenistans eröffnet. Anwesend war unter anderem Präsident Nyýazow, der die Seilbahn in Betrieb nahm und als erster Passagier die Strecke befuhr.